# Вълнеста глушина
Вълнестата глушина (Vicia villosa) е вид растение от семейство бобови (Fabaceae). То е азотфиксиращо растение, обикновено отглеждано като фуражна или покривна култура.

## Разпространение
Видът произхожда от Европа и Западна Азия. Среща се също във всички щати на САЩ, Япония и в повечето канадски провинции.